# عنکبوت دخمه‌ای تنومند بلند
عنکبوت دخمه‌ای تنومند بلند(نام علمی: Pholcus phalangioides) نام یک گونه از تیره عنکبوت بابا لنگ‌دراز است.